# Kartbuggy

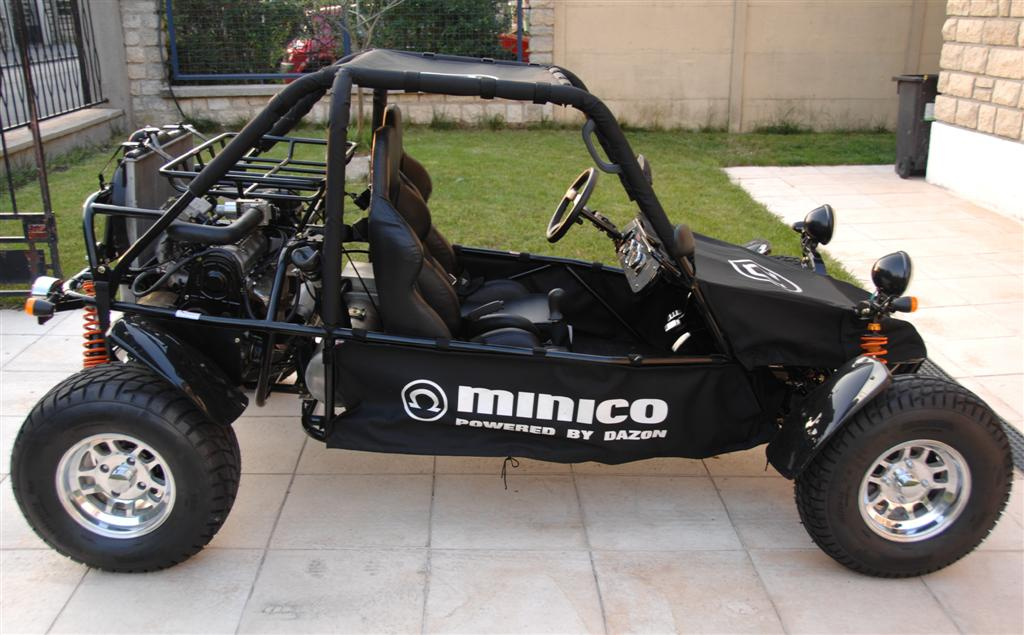
Dazon 1100 – zweisitziges Kart mit Überrollbügel

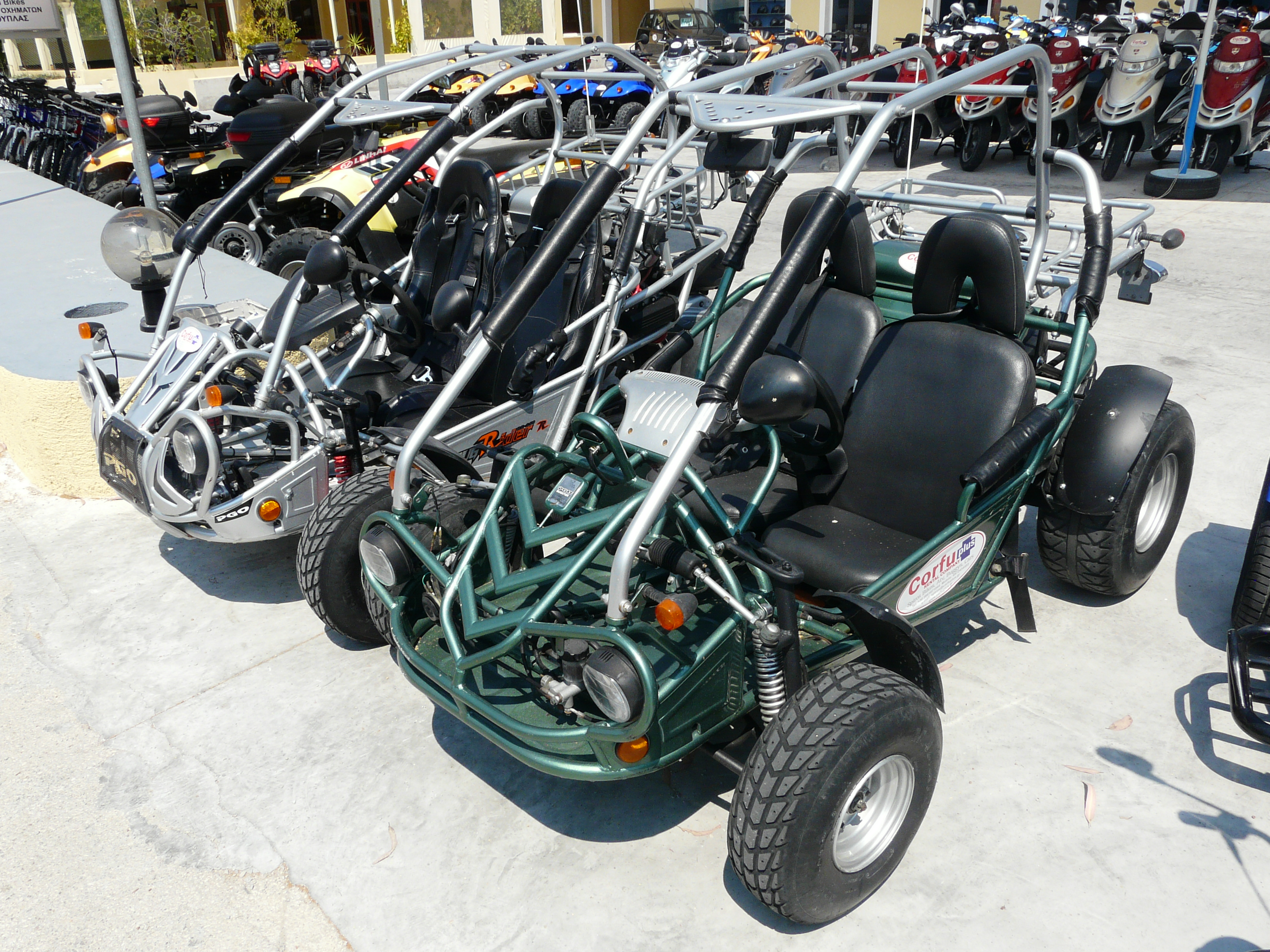
Kartbuggy von PGO Scooters

Ein Kartbuggy ist ein ein- oder zweisitziges Kart, das für den Offroadeinsatz entwickelt wurde. Kartbuggys haben meist Geländebereifung, einen Rollermotor mit einem Hubraum von bis zu 500 cm³ und einen offenen Käfig mit Überrollbügel. Der Viertaktmotor bringt das Fahrzeug durch ein Variogetriebe häufig auf über 70 km/h.

## Führerschein
Ein Kartbuggy darf in Deutschland mit einem Pkw-Führerschein gefahren werden. Eine Helmpflicht besteht nicht.

## Hersteller
- Adly
- PGO Scooters